# Friedrich Pernitza
Friedrich Pernitza (* 15. August 1888 in Brünn; † 1976 in Wien) war ein österreichischer Jurist und Beamter. 1931 bis 1938 war er Mitglied des österreichischen Verwaltungsgerichtshofes (ab 1934: Bundesgerichtshof) und 1941 bis 1945 Richter am Reichsverwaltungsgericht in Berlin.

## Leben
Pernitza stammte aus einer äußerst angesehenen Familie. Er war das sechste und letzte Kind des Brünner Rechtsanwalts Karl Pernitza (1844–1919) und seiner Frau Johanna, geborene Edle von Ruber. Sein Onkel Ignaz von Ruber war u. a. Präsident des k.k. Obersten Gerichtshofes und 1897 bis 1899 Justizminister. Seine Onkel väterlicherseits waren Emil Pernitza, ein Assistent Theodor Billroths und Chirurg in Wien, und der in Graz lehrende Historiker Franz Krones.
Nachdem er zuvor Privatunterricht erhalten hatte, besuchte er ab 1894 das Stiftsgymnasium Melk. 1902 wechselte er an das Staatsgymnasium in Brünn, wo er 1906 die Matura ablegte. Er studierte Rechtswissenschaften an der Universität Wien und trat nach seiner Promotion 1911 in den Staatsdienst ein. 1915 legte er die Richteramtsprüfung ab, meldete sich danach als Freiwilliger zum Kriegsdienst in Galizien und wurde Leutnant. Nach einer schweren Schussverletzung wurde er jedoch aus dem Heer entlassen.
1917 wurde Pernitza zum Richter ernannt. Nach Kriegsende trat er in das Ministerium für soziale Fürsorge ein, wo er Sektionsrat wurde. 1931 wurde er das bis dahin jüngste Mitglied des Verwaltungsgerichtshofes, der 1934 mit dem Verfassungsgerichtshof zum Bundesgerichtshof zusammengelegt wurde. 1941 wurde er Richter am neuerrichteten Reichsverwaltungsgericht in Berlin, das de facto jedoch keinerlei Einfluss hatte. In den 50er Jahren trat er in eine Kanzlei ein, erst 1966 setzte er sich zur Ruhe.
Er war von 1922 bis zu seinem Tod mit der bekannten Konzertpianistin Hilda Pernitza, geborene Müller von Elblein, verheiratet.